# Гравітаційна замкова щілина
Гравітаційна замкова щілина — це крихітна область простору, де гравітація планети може змінити орбіту астероїда, що пролітає, так що астероїд зіткнеться з цією планетою на даному майбутньому орбітальному проході. Слово «замкова щілина» протиставляє велику невизначеність розрахунків траєкторії (між часом спостереження астероїда та першою зустріччю з планетою) з відносно вузьким пучком(ами) критичних траєкторій. Термін був введений P. В. Ходас у 1999 році. Це привернуло певний інтерес громадськості, коли в січні 2005 року стало ясно, що астероїд 99942 Апофіс промине Землю в 2029 році, але може пройти через ту чи іншу замкову щілину, що призведе до зіткнення в 2036 або 2037 роках. Проте після цього були проведені подальші дослідження, які показали, що ймовірність проходження Апофіса крізь замкову щілину була надзвичайно низькою.
Отвори для ближчого або дальшого майбутнього названі за номерами орбітальних періодів планети та астероїда, відповідно, між двома зіткненнями (наприклад, «замкова щілина резонансу 7:6»). Існує ще більше, але менших за розміром вторинних пробоїн, траєкторії яких включають менш близьке проміжне зіткнення («банківські постріли»). Вторинні гравітаційні замкові щілини шукаються за допомогою вибірки важливості: віртуальні траєкторії астероїдів (точніше, їхні «початкові» значення на момент першої зустрічі) відбираються відповідно до їхньої ймовірності з огляду на спостереження астероїда. Дуже небагато з цих віртуальних астероїдів є віртуальними ударниками.

## Фон
Через неточності спостережень, неточності в системі відліку зірок, зміщення у зважуванні великих обсерваторій над меншими та значною мірою невідомі негравітаційні сили на астероїді, головним чином ефект Ярковського, його положення в передбачуваний час зустрічі є невизначеним. у трьох вимірах. Зазвичай область ймовірних позицій формується як волосина, тонка і витягнута, оскільки візуальні спостереження дають двовимірні позиції на небі, але не відстані..Якщо область не надто розширена, менше приблизно одного відсотка радіуса орбіти, її можна представити як тривимірний еліпсоїд невизначеності, а орбіти (без урахування взаємодії) апроксимувати як прямі лінії.
Тепер уявіть площину, яка рухається разом з планетою і перпендикулярна до швидкості входу астероїда (незбурена взаємодією). Ця цільова площина називається b-площиною на честь параметра зіткнення b, який є відстанню від точки в площині до планети в її координатному початку. Залежно від положення траєкторії в b-площині залежить її напрямок після зіткнення та кінетична енергія. Орбітальна енергія безпосередньо пов'язана з довжиною великої півосі, а також з орбітальним періодом. Якщо орбітальний період астероїда після зустрічі буде кратним орбітальному періоду планети, то через задану кількість орбіт відбудеться близьке зіткнення на тій самій орбітальній позиції.
Відповідно до теорії близьких контактів Ернста Опіка, набір точок у площині b, що веде до заданого резонансного відношення, утворює коло. На цьому колі розташовані планета та дві гравітаційні замкові щілини, які є зображеннями планети в b-площині майбутньої зустрічі (точніше, трохи більшої площі водозбору через гравітаційне фокусування). Форма замкових отворів - невелике коло, витягнуте і зігнуте по колу для заданого резонансного відношення. Найближча до планети замкова щілина є меншою за інші, оскільки зміна відхилення стає крутішою зі зменшенням параметра зіткнення b.

## Висока невизначеність впливає на обчислення
Відповідними точками є ті, що знаходяться близько до еліпсоїда невизначеності, спроектованого на b-площину, де він перетворюється на витягнутий еліпс. Еліпс зменшується і тремтить, коли до оцінки додаються нові спостереження астероїда. Якщо ймовірна траєкторія астероїда пролягає близько до замкової щілини, то точне положення самої щілини матиме значення. Воно змінюється залежно від напрямку і швидкості астероїда, а також від негравітаційних сил, що діють на нього між двома зіткненнями. Таким чином, "промах на відстані милі" не стосується замкової щілини шириною в кілька сотень метрів. Однак змінити траєкторію астероїда на милю можна за допомогою відносно невеликого імпульсу, якщо до першого зіткнення залишилися роки. Для відхилення астероїда після прольоту знадобився б набагато сильніший імпульс.
Для планети, що швидко обертається, такої як Земля, розрахунок траєкторій, що проходять близько до неї, менше десятка радіусів, повинен враховувати стирання планети — її гравітаційне поле не є сферично симетричним. Для навіть ближчих траєкторій гравітаційні аномалії можуть бути важливими.
Для великого астероїда (або комети), що проходить поблизу межі Роша, його розмір, який випливає з його величини, впливає не лише на межу Роша, але й на траєкторію, оскільки центр сили тяжіння на тіло відхиляється від центру маси внаслідок чого припливна сила вищого порядку зсуває замкову щілину.